# Premier congrès du Parti du travail de Corée du Nord
Le 1er Congrès du Parti du travail de Corée du Nord (PTCN) s'est tenu à Pyongyang, en Corée du Nord, du 28 au 30 août 1946, et a créé le PTC (précurseur du Parti du travail de Corée). Le congrès est l'organe suprême du parti, et il est prévu qu'il se tienne tous les quatre ans. Au total, 801 délégués représentent les 336 399 membres du parti. Le 1er Comité central, élu par le congrès, a élu Kim Tu-bong comme président du Parti du travail de Corée du Nord, Kim Il-sung et Chu Yong-ha comme vice-présidents. Staline en a été le président honoraire.